# Haworthia villosa
Haworthia villosa là một loài thực vật có hoa trong họ Măng tây. Loài này được M.Hayashi mô tả khoa học đầu tiên năm 2004.